# Țambula
Țambula es una localidad de Moldavia en el distrito (raión) de Sîngerei.

## Geografía
Se encuentra a una altitud de 155 m s. n. m. a 136 km de la capital nacional, Chisináu.

## Demografía
En el censo 2014 el total de población de la localidad fue de 1552 habitantes.